# Lucilia hirsutula
Lucilia hirsutula är en tvåvingeart som beskrevs av Grunin 1969. Lucilia hirsutula ingår i släktet Lucilia och familjen spyflugor. Inga underarter finns listade i Catalogue of Life.